# José Inácio de Oliveira Tavares
José Inácio de Oliveira Tavares (? — Desterro, 18 de julho de 1893) foi um político brasileiro.
Foi deputado à Assembleia Legislativa Provincial de Santa Catarina na 24ª legislatura (1882 — 1883) e na 26ª legislatura (1886 — 1887).